# Скотт, Адам (гольфист)
Адам Скотт (англ. Adam Scott; 16 июля 1980, Аделаида,Южная Австралия, Австралия) — австралийский гольфист. Профессионал с 2000 года.

## Биография
Победитель турнира Мастерс (2013). Был первым номером мирового рейтинга среди гольфистов, учреждённого в 1986 году. Продержался на первой строчке 11 недель, после чего уступил её североирландцу Рори Макилрою. Скотт стал вторым австралийцем, возглавившим мировой рейтинг, после Грега Нормана.
Кроме победы на Мастерсе в активе у Скотта разделенное 9 место на U.S.Open, второе место на The Open Championship и разделенное третье место на PGA Championship. Таким образом, Адам Скотт входит в число немногих гольфистов, входивших в десятку лучших на всех четырёх «мэйджорах».